# Alfred Werner
Alfred Werner (n. 12 decembrie 1866, Mulhouse, Franța – d. 15 noiembrie 1919, Zürich, cantonul Zürich, Elveția) a fost un chimist elvețian, laureat al Premiului Nobel pentru chimie (1913).